# Richard Gesswein
Richard Gesswein (* 2. Mai 1939) ist ein ehemaliger US-amerikanischer Schauspieler und Filmproduzent.

## Leben
Über Gesswein selbst ist wenig bekannt. Er verkörperte Barrett Coldyron, eine der Hauptrollen in dem Spielfilm R.O.T.O.R. von 1987. Für denselben Film fungierte er gemeinsam mit Cullen Blaine und Budd Lewis als Produzent. Der Film wurde von den Kritikern negativ aufgenommen und als „Billigkopie von Robocop und Terminator“ bezeichnet. Anschließend zog sich Gesswein aus der Öffentlichkeit zurück.